# WGP - Real Racing Feeling
WGP - Real Racing Feeling, o semplicemente WGP, è un videogioco arcade di corse motociclistiche edito dalla Taito nel 1990. È il primo titolo della compagnia ove cui la modalità multigiocatore viene supportata fino a otto giocatori tramite LAN. Ebbe un unico sequel nel 1991, ovvero WGP - Real Racing Feeling 2.

## Modalità di gioco
Dopo aver scelto tra uno dei tre possibili modelli di cambio per la moto (Normal, Automatic o Racing), che si differenziano per velocità e CV, il giocatore deve gareggiare con il proprio pilota in un gran premio. WGP - Real Racing Feeling si presenta come un simulatore di guida di motociclette da una prospettiva in prima persona in cui l'obiettivo è arrivare entro tre giri al traguardo per primi tra i venti partecipanti presenti in ogni gara. Ogni circuito è caratterizzato da rettilinei e curve, che porteranno il giocatore a dover regolare la velocità del proprio mezzo per evitare di sbandare e quindi perdere tempo prezioso e posizioni. Sono presenti un totale di otto gran premi e, al termine di ognuno di essi, vengono mostrati i risultati ottenuti per tempo impiegato e punti in classifica. Completato l'ultimo gran premio, il gioco mostrerà i titoli di coda.

### Tracciati
- Regno Unito, Circuito di Donington Park
- Giappone, Circuito di Suzuka
- Australia, Circuito di Phillip Island
- Stati Uniti, Circuito di Laguna Seca
- Germania, Hockenheimring
- Paesi Bassi, TT Circuit Assen
- Belgio, Circuito di Spa-Francorchamps
- Francia, Circuito Bugatti

## Accoglienza
In Giappone, la rivista Game Machine elencò WGP - Real Racing Feeling nel numero del 15 aprile 1990 come l'unità arcade di maggior successo del mese.